# 都賀町平川
都賀町平川（つがまちひらかわ）は、栃木県栃木市の大字。郵便番号は328-0112。

## 地理
栃木市の北部、都賀地区の南部に位置し、西部を南北に栃木県道3号宇都宮亀和田栃木線（合戦場バイパス）が通過する。南部は大宮町から連続しての住宅地となっている。また、東武鉄道野州平川駅は当地区ではなく大宮町に所在する。
隣接する地名
- 東 - 大塚町
- 西 - 都賀町升塚、都賀町合戦場
- 南 - 大宮町、国府町
- 北 - 大塚町

## 歴史
沿革
- 1889年（明治22年）4月1日 - 町村制施行により、栃木県下都賀郡平川村が家中村、合戦場村、升塚村と合併し家中村が成立、家中村平川となる。
- 1955年（昭和30年）4月1日 - 家中村が赤津村と合併し都賀村が成立、都賀村平川となる。
- 1963年（昭和38年）11月3日 - 都賀村が町制施行し、都賀町平川となる。
- 2010年（平成22年）3月29日 - 都賀町が栃木市（旧）、大平町、藤岡町と合併し栃木市（新）が成立。同時に地域自治区「都賀町」が設置され、栃木市都賀町平川となる。

## 世帯数と人口
2017年（平成29年）8月31日現在の世帯数と人口は以下の通りである。
| 大字       | 世帯数  | 人口    |
| ---------- | ------- | ------- |
| 都賀町平川 | 649世帯 | 1,708人 |

## 施設
公共
- 栃木警察署平川駐在所

## 交通

### 道路
主要地方道
- 栃木県道3号宇都宮亀和田栃木線（合戦場バイパス）

## 小・中学校の学区
市立小・中学校に通う場合、学区は以下の通りとなる。
| 番地       | 小学校               | 中学校             |
| ---------- | -------------------- | ------------------ |
| 一部       | 栃木市立家中小学校   | 栃木市立都賀中学校 |
| その他全域 | 栃木市立合戦場小学校 | 栃木市立都賀中学校 |